# El Galí (Sant Llorenç Savall)
El Galí és una masia del poble de Vallcàrquera, en el municipi de Sant Llorenç Savall (Vallès Occidental) protegida com a bé cultural d'interès local. El Galí està documentada des de l'any 1355. a finals del segle xx va ser reformada.

## Descripció
Està situada a 587,4 metres d'altitud, a l'extrem nord-oest del terme, a l'esquerra del torrent del Galí, al sud-oest del Serrat de Trens, al nord-est de la Serra del Galí i al nord-oest de la Carena Gran. Masia ubicada al nord-oest del municipi. Està formada per diferents cossos, el principal dels quals té la teulada a doble vessant i les obertures de la façana d'arc de mig punt. la resta d'edificacions annexes tenen la coberta a doble vessant o plana, les finestres són allindanades i les portes d'arc de mig punt però totes les obertures estan emmarcades per carreus de pedra. També hi ha una capella, de construcció moderna, dedicada a Santa Filomena.